# Banská Belá
 Banská Belá  (in tedesco Dilln o Düllen, in ungherese Bélabánya) è un comune della Slovacchia facente parte del distretto di Banská Štiavnica, nella regione di Banská Bystrica.

## Storia
Antichissimo centro minerario, il villaggio venne fondato nel 1228 da minatori tedeschi che si insediarono presso il fiume Belá “…apud rivulus Bela…”, per sfruttare le locali miniere di argento. Tuttavia, solo nel 1385 la località ottenne i diritti di città. Nel 1540 i suoi abitanti vennero dichiarati liberi dagli obblighi feudali.
Il comune conserva una bellissima chiesa sassone del XIII secolo in stile gotico-rinascimentale e una cappella barocca del 1756 con una curia in stile classicheggiante.